# Lika (région)
Pour les articles homonymes, voir Lika.

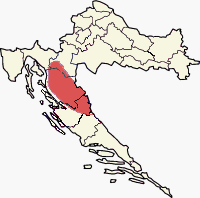
Situation géographique de la Lika.

La Lika est une région historique de Croatie, située dans le centre du pays. Son chef-lieu est la ville de Gospić.

## Toponymie
Le nom de Lika dérive du vieux illyrien, signifiant « corps d'eau » ; ses mots apparentés sont liquor (« liquide ») en latin et liqén (« lac ») en albanais moderne. En effet, la majeure partie du paysage de la Lika est constituée de rivières et de lacs, de même que de marais et de lits majeurs, la plupart ont été épuisés entre le XVIIIe et le XXe siècle. Le nom se référait initialement à la rivière Lika. La première mention de Lika comme topoynyme est apparue dans le livre de Constatin VII Porphyrogénète De administrando Imperio en tant que βο(ε)άνος, dans un chapitre dédié aux Croates et à l'organisation de leur État, décrivant comment leur ban « avait sous son règne Krbava, Lika et Gacha »[réf. nécessaire].

## Géographie
La Lika et le Gorski Kotar rassemblent les zones montagneuses. Le Gorski Kotar au nord est plus accidenté que la Lika, formée de hauts plateaux karstiques encaissés entre le Velebit à l'ouest qui plonge dans la mer et la Dinara à l'est qui forme la frontière avec la Bosnie-Herzégovine.

## Histoire

### Antiquité
Depuis le Ier millénaire av. J.-C., la région est habitée par les Iapydes, un peuple historique relatif aux Illyriens. Durant la Grande Expédition, une division de l'armée gallique est passée à travers le territoire de l'actuelle Lika et une partie de cette armée s'est installée parmi les Iapydes.
Au IIe siècle av. J.-C., les Iapydes sont entrés en conflit avec l'Empire romain, souffrant de plusieurs campagnes militaires, notamment en 129 et en 119 av. J.-C., avant d'être conquis en 34 av. J.-C. par Auguste[réf. nécessaire].

### Période médiévale

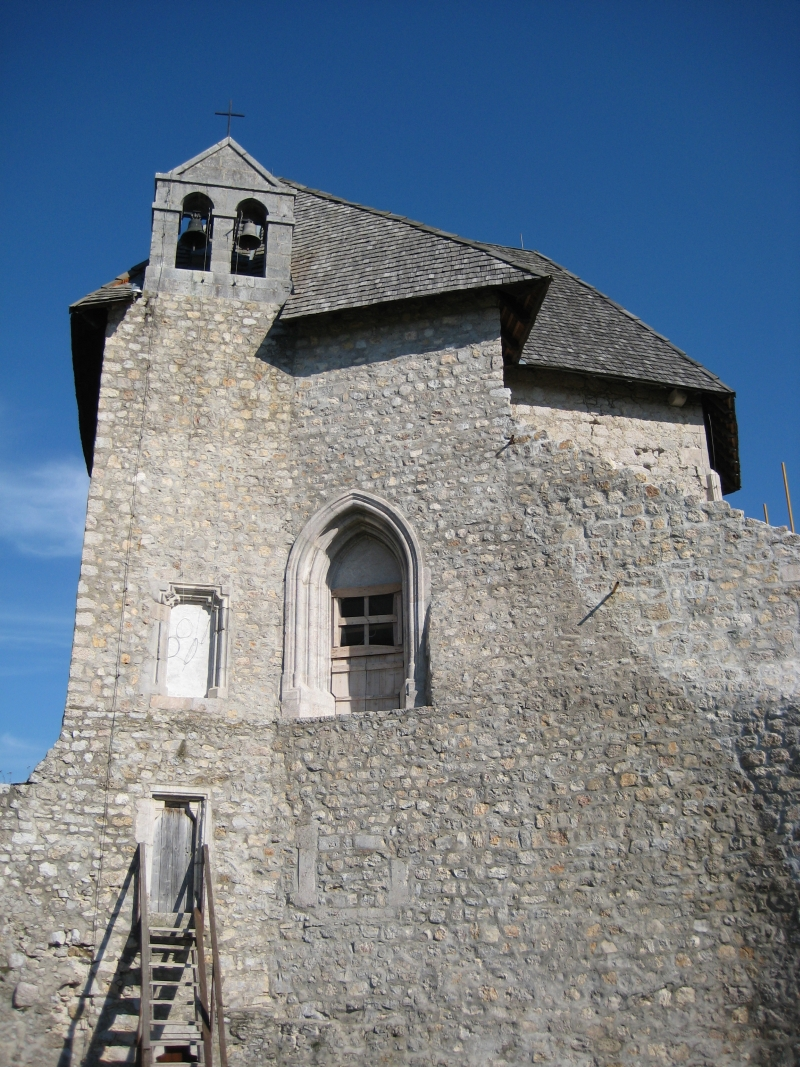
Le château de Sokolac à Brinje, tenu par les familles nobles de Frankopan et de Gorjanski.

Les Croates blancs ont migrés de Croatie blanche vers Lika dans la première moitié du VIIe siècle. Après l'implantation des Croates (selon des théories migratoires), Lika est devenue une partie de la principauté de Dalmatie. Lika est ensuite devenue une partie du royaume de Croatie en 925, lorsque Tomislav Ier est devenu roi.
Parmi les douze tribus croates nobles qui avaient la possiblité de choisir le roi, la tribu Gusić provenait de Lika.

### À partir duXVesiècle
En 1493, l'armée croate a essuyée une sévère défaite face aux forces ottomanes lors de la bataille de Corbavie, près de Udbina dans la région de Lika. En raison de l'avancée ottomane en Croatie, la population croate de la région a commencée à partir vers des zones sécurisées du pays ou ailleurs. De nombreux Tchakaviens indigènes de Lika ont quittés cette zone, laissant s'installer majoritairement des Ikaviens néo-tchtokaviens en provence d'Herzégovine occidentale et de l'ouest de la Bosnie, et des Orthodoxes (Vlaches et des Serbes ijekaviens néo-tchtokaviens) du sud-est des Balkans. En 1513, la ville de Modruš, abritant l'évêché de Lika, a été conquise par les Ottomans. En 1527 ils capturent Ubdina et son château, laissant la majeure partie de la région de Lika sous contrôle ottoman. La région devint initialement une partie du pachalik de Bosnie, devenu plus-tard le pachalik de Klis puis le pachalik de Krka. La destruction de Lika et de Krbava était telle que ces régions restèrent inhabitées près d'un demi-siècle. À la fin du XVIe siècle, les Ottomans ont commencé l'implantation de Vlaches dans la zone, de même que des musulmans dans les plus grandes localités, où ils formeront bientôt la majorité de la population[réf. nécessaire].

Armoiries de Lika-Krbava, dans le royaume de Croatie-Slavonie.

Le prince Radic a été nommé prince de Senj par le roi Rudolf à Graz, le 1er décembre 1600. La famille Radic était une famille noble native de la région de Lika ; des membres de cette dernière étaient des chefs militaires Uskok qui possédaient leur quartier général à Senj. Le prince de Senj s'opposa vivement aux Ottomans. En 1683 après la défaite ottomane à Vienne, 30 000 musulmans de Lika commencèrent à migrer en Bosnie. La majorité de ces musulmans étaient originaires de Bosnie, qu'ils avaient quittés un siècle auparavant, tandis qu'une part importante était d'origine croate[réf. nécessaire].
Le règne ottoman sur Lika mettra fin en 1689 avec la reconquête de Udbina. Cependant, des zones de Donji Lapac restèrent aux mains des Ottomans pendant 102 ans. La frontière entre la monarchie des Habsbourg et l'Empire ottoman fut initialement conclue avec le traité de Karlowitz en 1699, puis définitivement fixée en 1791 avec le traité de Sistova. Lika a été incorporée dans le commandement général de Karlovac de la Krajina croate. Elle a été repeuplée par des immigrants provenant des régions contrôlées par les Ottomans. Les catholiques prédominaient dans les localités urbaines, alors que les chrétiens orthodoxes étaient majoritairement présents à l'intérieur de la Lika[réf. nécessaire].
Le 15 juillet 1881, les confins militaires furent abolis et Lika a été réintégrée au royaume de Croatie-Slavonie, territoire autonome de la Transleithanie (partie hongroise de la double-monarchie de l'Autriche-Hongrie). Elle faisait partie du comitat de Lika-Krbava, avec Gospić pour chef-lieu. Sa population était ethniquement mélangée et consistait, en 1910, de 50,8 % de Serbes et 49 % de Croates[réf. nécessaire].

### Période moderne
Après l'effondrement de l'Autriche-Hongrie, la Croatie et la Slavonie, dont la Lika faisait partie, furent intégrées à l'État des Slovènes, Croates et Serbes le 29 octobre 1918. Le nouvel État a ensuite intégré le royaume de Serbie le 1er décembre 1918 pour former le royaume des Serbes, Croates et Slovènes, qui fut renommé en 1929 en Yougoslavie. La Lika est restée une partie de la Croatie, qu est devenue une province constituante du Royaume. La majorité du territoire de la Lika appartenait au comitat de Lika-Krbava avec Senj pour capitale. La nouvelle Constitution abolit toutes les frontières précédentes et la Lika est devenue une partie de l'oblast de Primorsko-krajiška, avec Karlovac pour capitale. En 1929, la région est devenue une partie de la Savska banovina du nouvellement formé royaume de Yougoslavie, puis devint en 1939 la Hrvatska banovina.
En 1932, une révolte menée par des nationalistes croates dans la région de la Lika est durement réprimée par le régime royal yougoslave, contribuant à développer le mouvement clandestin croate des Oustachis.
En 1941, la Yougoslavie fut envahie et partagée entre les forces de l'Axe. La Lika fut incorporée dans l'État indépendant de Croatie (NDH), un État fantoche dirigé par le mouvement fasciste des Oustachis qui massacrait systématiquement la communauté serbe. Le 27 juillet 1941, l'insurrection de Srb dirigée par les partisans yougoslaves éclata contre les Oustachis, dans la région de la Lika. En juin 1943, la séance inauguratrice du Conseil d'État anti-fasciste pour la libération nationale de la Croatie (ZAVNOH) fut tenue à Otočac dans la Lika, dans les territoires tenus par les partisans. La guerre se termina en 1945 et la Croatie devint une unité administrative socialiste de la république fédérative socialiste de Yougoslavie[réf. nécessaire].

### Guerre de Croatie
En août 1990, une insurrection connue sous le nom de révolution des Rondins débuta dans les zones de peuplement serbe en Croatie. En raison du début de la guerre civile et de la déclaration d'indépendance croate en juin 1991, la majorité serbe de la Lika orientale s'est jointe aux autres populations serbes de Croatie pour former la république serbe de Krajina (RSK). Des unités paramilitaires serbes furent créées avec l'appui de l'armée nationale yougoslave et les forces paramilitaires serbes. Des affrontements avec la police croate qui ont éclatés fin 1991 ont rapidement dégénérés en guerre à grande échelle. Les combats les plus violents dans la Lika se déroulèrent durant la bataille de Gospić, résultant à de féroces dégâts par les forces serbes. La Lika occidentale est restée sous contrôle croate, tandis que la Lika orientale tomba sous le contrôle de la RSK. La guerre continua jusqu'en 1995, lorsque les forces croates reconquirent la région au cours de l'opération Éclair, signant la fin d'existence de la RSK.
Après la guerre, plusieurs villes et municipalités de la région furent désignées comme des zones d'inquiétude spéciale d'État.

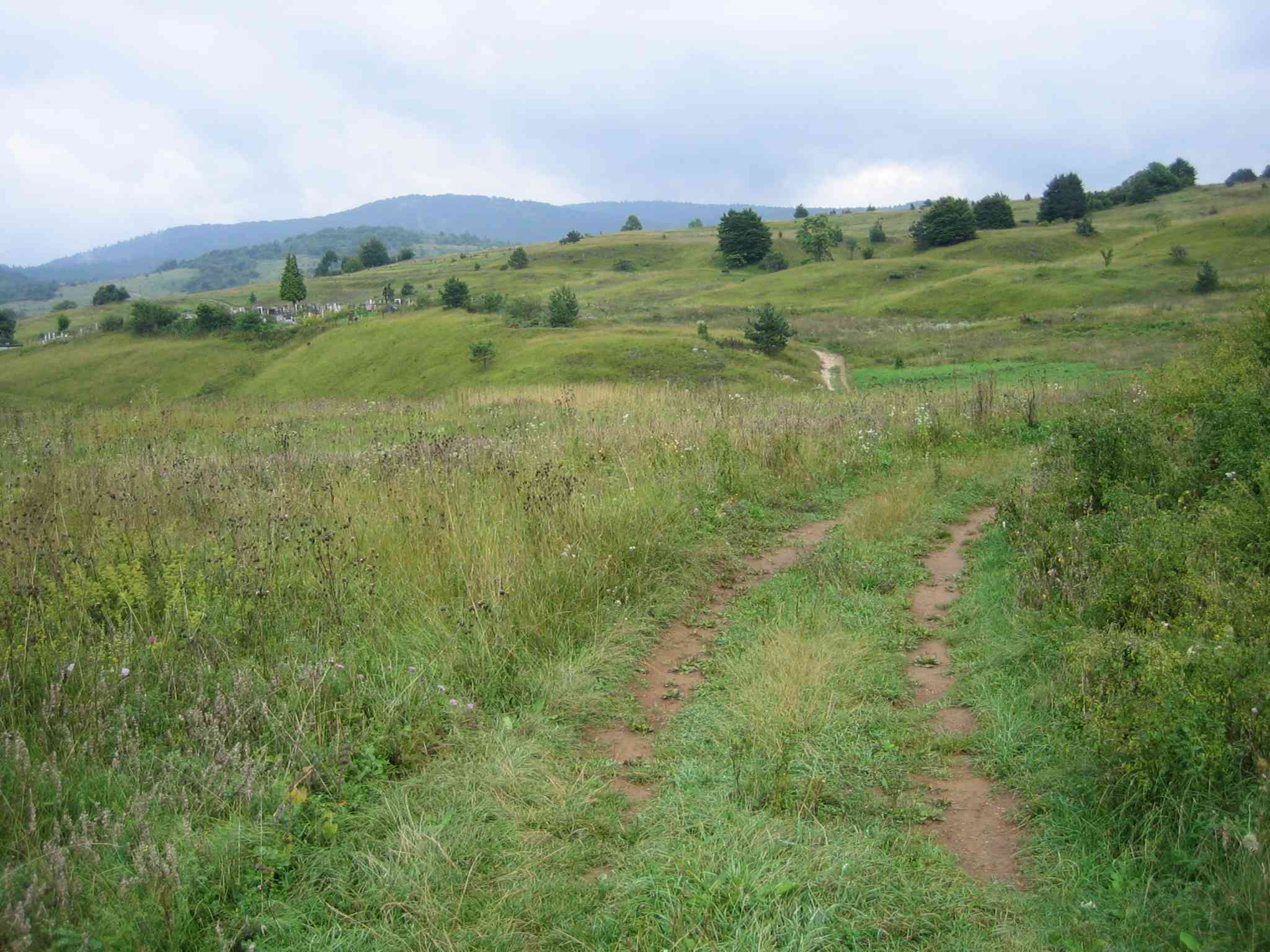
Paysage de la Lika.
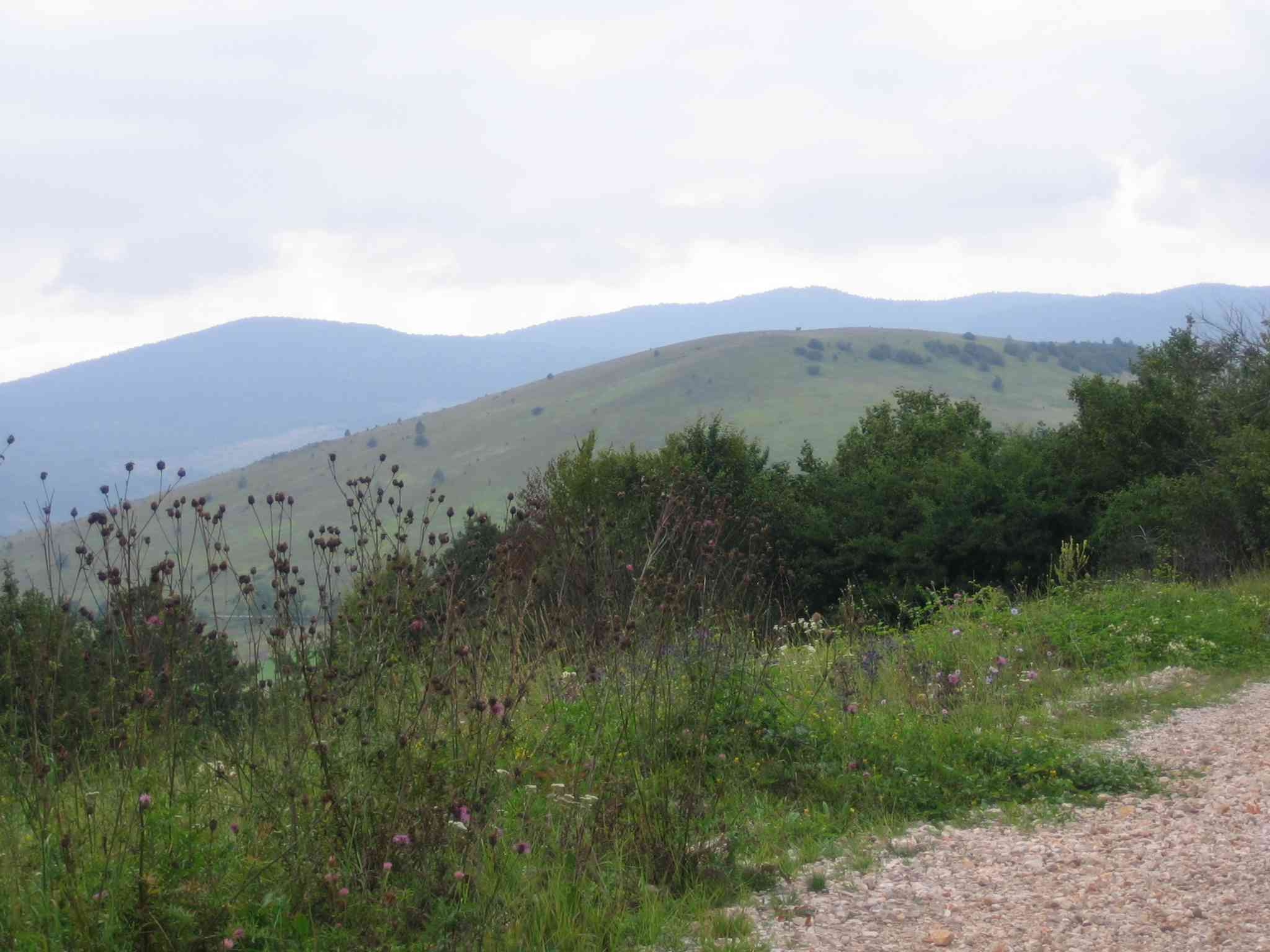
Paysage de la Lika.
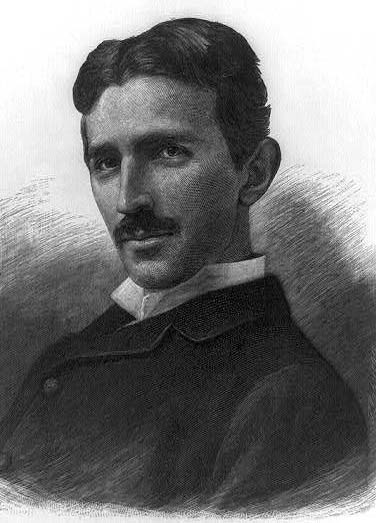
Nikola Tesla, savant serbe de Croatie puis industriel américain, né à Smiljan à l'ouest de Gospić dans la région de Lika.

## Économie

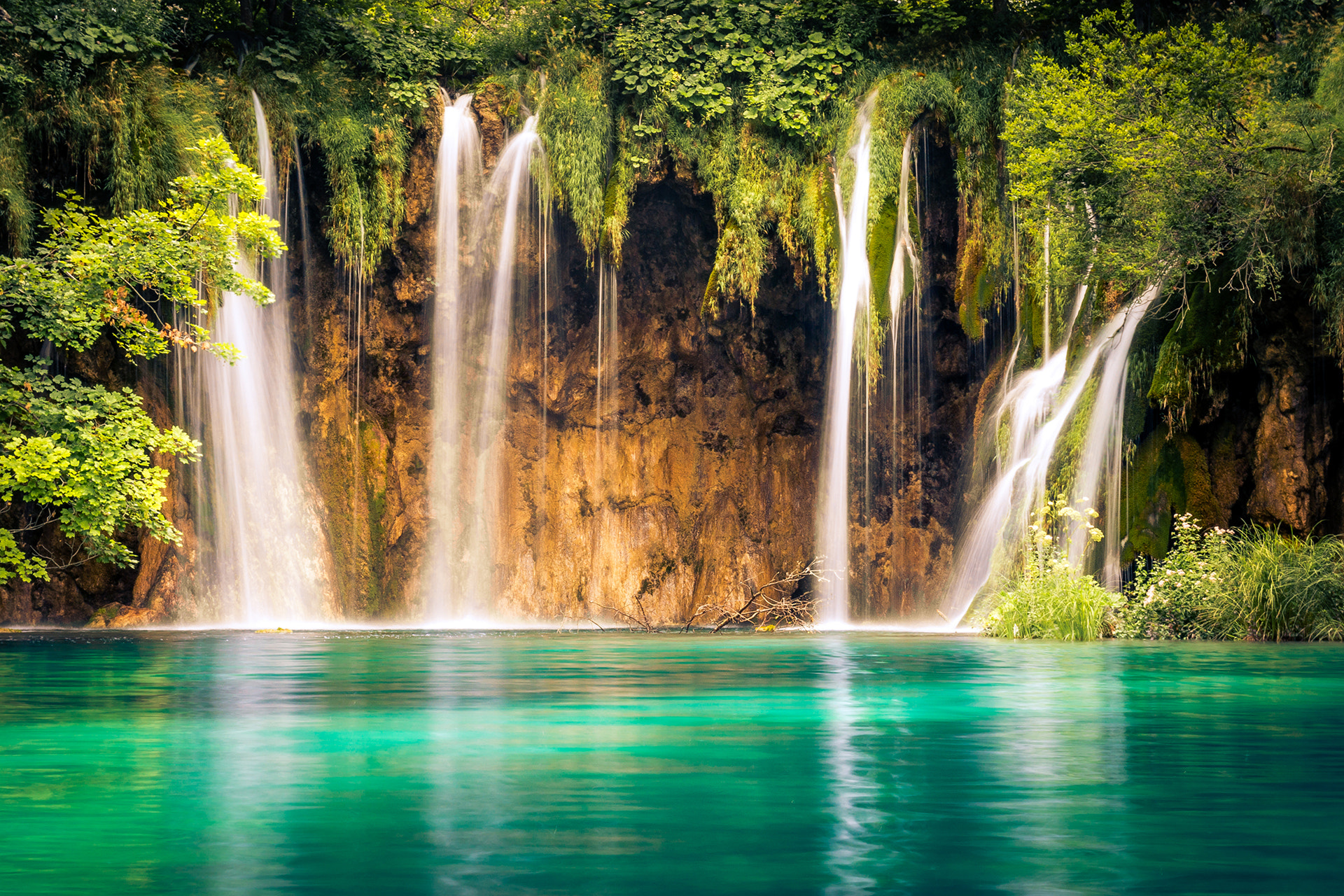
Le parc national des lacs de Plitvice.

La Lika est traditionnellement une région rurale avec une agriculture développée, incluant la culture de la pomme de terre et du bétail. L'industrie est faible et compte majoritairement sur le traitement du bois. Le tourisme est important pour la région, qui dispose de deux parcs nationaux (lacs de Plitvice et Sjeverni Velebit) attirant des visiteurs du monde entier. En 2015, le parc national des lacs de Plitvice a attiré 1,2 million de visiteurs.

## Culture

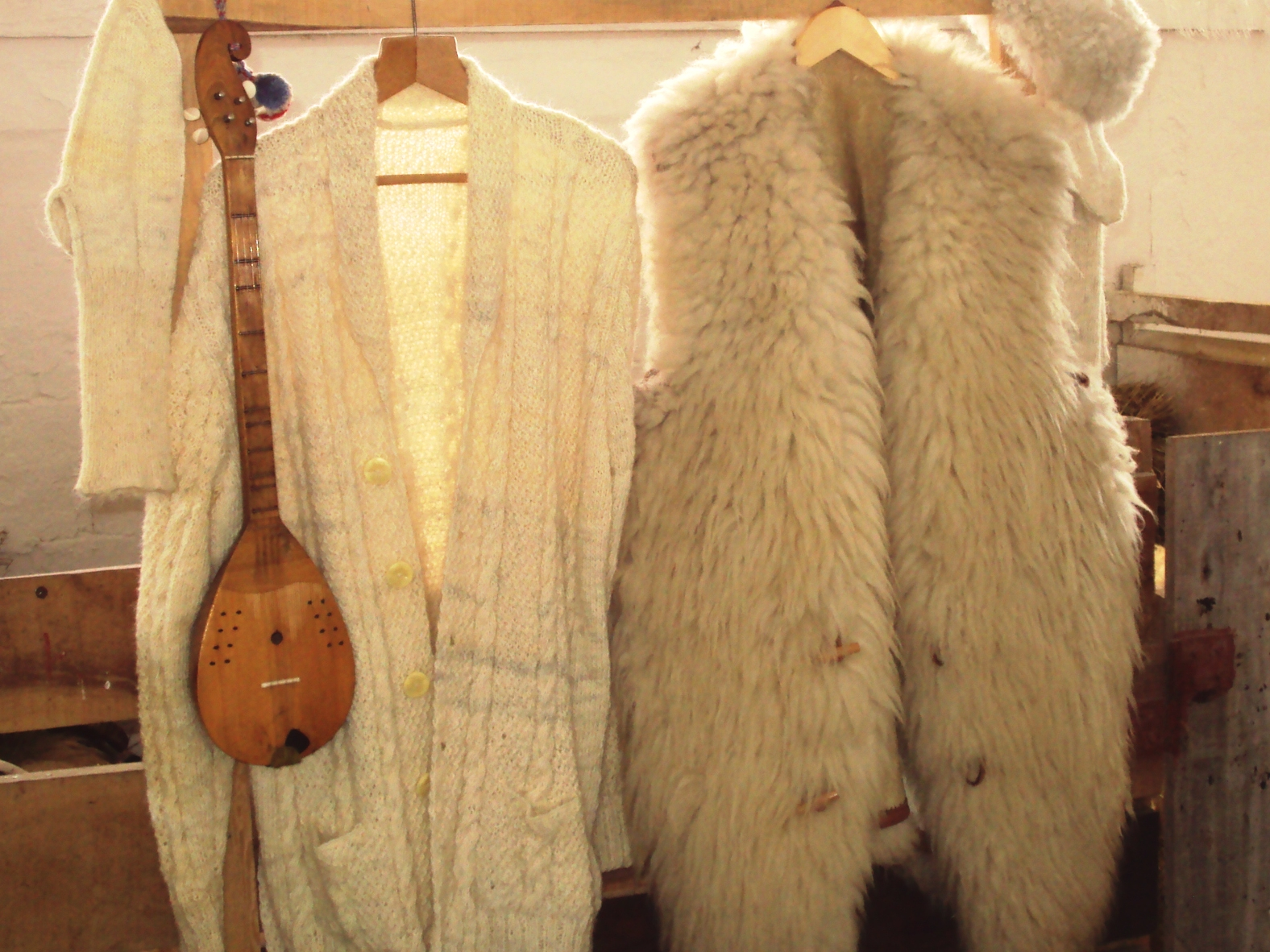
Vêtements traditionnels en cuir, provenant de la région de la Lika.

La Lika possède une culture distincte. L'ikavien et le chtokavien, dialectes du croate, sont parlés dans la majorité de la Lika, et le tchakavien est parlé dans la partie septentrionale de la région autour de la ville de Brinje.
La casquette de Lika est informellement portée par les habitants et les fermiers chez eux, et également formellement aux cérémonies de mariage et aux fêtes.

### Gastronomie
La gastronomie de la Lika est caractérisée par son terrain montagneux, son manque de terres arables, des hivers rudes et la pratique intensive de l'élevage animal. Elle est simple, traditionnelle et copieuse, concentrée sur les ingrédients frais, locaux et faits-maison. Le maïs, la pomme de terre, la viande de mouton et les produits laitiers constituent la base de la nourriture locale. La viande est principalement salée ou sèche, quand à des occasions particulières une tranche complète est rôtie sur une large brochette. Les produits habituels à base de viande contiennent du jambon (šunka), du prosciutto crudo (pršut), du boudin noir (kulin) et du čvarci. Les produits laitiers comme le beurre, le kajmak et le fromage sont abondants. La basa est une variété commune de fromage réalisée à partir de lait fermenté et de kajmak. La truite est élevée et communément utilisée dans de nombreuses variétés, fumée, marinée ou panée en farine de maïs et frit. La truite de caviar est un mets réputé. L'utilisation de légumes est limitée et est constituée principalement de choux cabus, de navets et de haricots.

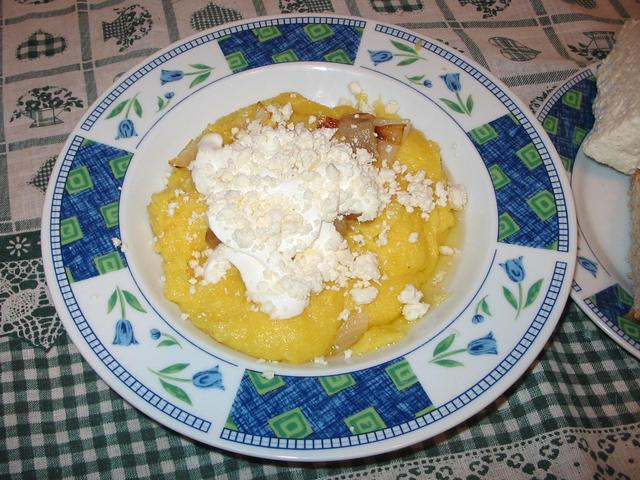
Une polenta avec du fromage.

Les plats communs sont constitués de :
- la polenta, qui est mangée en de nombreuses variétés, avec du kajmak, du čvarci ou du boudin noir ;
- des haricots mijotés, qui sont communément enrichis avec du boudin noir, des navets ou du bacon ;
- du pot de Lika (Lički lonac), un ragoût copieux et complexe composé de mouton et de divers légumes (pommes de terre, choux cabus frais, carottes, céleri, persil, piments, tomates, etc.). Habituellement consommé avec des pommes de terre bouillies ou de la polenta ;
- du mouton sous une peka, avec une tranche de viande et des pommes de terre cuites dans une peka, un large couvercle en métal ou en céramique ;
- du boudin noir avec de la viande conservée. Contient habituellement du mouton conservé, du bacon, du boudin noir et des pommes de terre.

Les desserts communs incluent la savijača, une pâte ébouriffée et fourrée avec du fromage ou des pommes râpées, et l'uštipci, des nuggets frits composés d'une pâte sucrée et levaine.

## Population
Au recensement de 2011, le comitat de Lika-Senj compte 50 927 habitants. 84,15 % des résidents sont croates, et 13,65 % sont serbes.